# Hypothyris nemea
Hypothyris nemea är en fjärilsart som beskrevs av Gustav Weymer 1899. Hypothyris nemea ingår i släktet Hypothyris och familjen praktfjärilar. Inga underarter finns listade i Catalogue of Life.